# Pseudalypia astrata
Pseudalypia astrata là một loài bướm đêm trong họ Noctuidae.